# Даниельсен, Атли
Атли Даниельсен (фар. Atli Danielsen; род. 15 августа 1983[…], Клаксвуйк, Норойар) — футболист сборной Фарерских островов. 

## Национальная сборная
С 2003 года Даниельсен постоянно выступает за сборную своей страны. Его дебют в сборной состоялся 29 апреля в товарищеском матче против сборной Казахстана, когда он вышел на замену на 66-й минуте.